# Virollet
Virollet és un municipi francès situat al departament del Charente Marítim i a la regió de la Nova Aquitània. L'any 2007 tenia 259 habitants.

## Demografia

### Població
El 2007 la població de fet de Virollet era de 259 persones. Hi havia 108 famílies de les quals 28 eren unipersonals (12 homes vivint sols i 16 dones vivint soles), 44 parelles sense fills, 28 parelles amb fills i 8 famílies monoparentals amb fills.
La població ha evolucionat segons el següent gràfic:
Habitants censats

### Habitatges
El 2007 hi havia 141 habitatges, 113 eren l'habitatge principal de la família, 23 eren segones residències i 5 estaven desocupats. Tots els 141 habitatges eren cases. Dels 113 habitatges principals, 99 estaven ocupats pels seus propietaris, 9 estaven llogats i ocupats pels llogaters i 5 estaven cedits a títol gratuït; 8 tenien dues cambres, 15 en tenien tres, 20 en tenien quatre i 70 en tenien cinc o més. 94 habitatges disposaven pel capbaix d'una plaça de pàrquing. A 43 habitatges hi havia un automòbil i a 63 n'hi havia dos o més.

### Piràmide de població
La piràmide de població per edats i sexe el 2009 era:
| Homes | Edats   | Dones |
| ----- | ------- | ----- |
| 0     | 95 o +  | 0     |
| 0     | 90 a 94 | 0     |
| 0     | 85 a 89 | 4     |
| 8     | 80 a 84 | 8     |
| 4     | 75 a 79 | 8     |
| 12    | 70 a 74 | 4     |
| 4     | 65 a 69 | 8     |
| 8     | 60 a 64 | 4     |
| 4     | 55 a 59 | 12    |
| 4     | 50 a 54 | 8     |
| 12    | 45 a 49 | 8     |
| 12    | 40 a 44 | 8     |
| 16    | 35 a 39 | 8     |
| 4     | 30 a 34 | 8     |
| 12    | 25 a 29 | 4     |
| 4     | 20 a 24 | 0     |
| 8     | 15 a 19 | 4     |
| 0     | 10 a 14 | 12    |
| 4     | 5 a 9   | 12    |
| 8     | 0 a 4   | 0     |

## Economia
El 2007 la població en edat de treballar era de 162 persones, 116 eren actives i 46 eren inactives. De les 116 persones actives 100 estaven ocupades (57 homes i 43 dones) i 17 estaven aturades (5 homes i 12 dones). De les 46 persones inactives 23 estaven jubilades, 9 estaven estudiant i 14 estaven classificades com a «altres inactius».

### Ingressos
El 2009 a Virollet hi havia 117 unitats fiscals que integraven 268 persones, la mediana anual d'ingressos fiscals per persona era de 16.489 €.

### Activitats econòmiques
Dels 9 establiments que hi havia el 2007, 1 era d'una empresa de fabricació d'altres productes industrials, 2 d'empreses de construcció, 1 d'una empresa de comerç i reparació d'automòbils, 1 d'una empresa d'hostatgeria i restauració, 1 d'una empresa financera, 2 d'empreses de serveis i 1 d'una entitat de l'administració pública.
Els 2 serveis als particulars que hi havia el 2009 eren lampisteries.
L'any 2000 a Virollet hi havia 23 explotacions agrícoles que ocupaven un total de 884 hectàrees.

## Poblacions més properes
El següent diagrama mostra les poblacions més properes.